# 無斑毛鼻鯰
無斑毛鼻鯰（学名：Trichomycterus immaculatus）為輻鰭魚綱鯰形目毛鼻鯰科的其中一種，為熱帶淡水魚，分布於南美洲巴西Paraibuna河及Paraiba do Sul河流域，體長可達9.3公分，棲息在底層水域，生活習性不明。
其种加词“immaculatus”意为“无斑的”。